# Niani
Niani är ett distrikt i Gambia. Det ligger i regionen Central River, i den östra delen av landet, 180 km öster om huvudstaden Banjul. Antalet invånare var 28 343 vid folkräkningen 2013. De största orterna då var Wassu, Sukuta, Jokul Ndowen och Kuntaur Wharf Town.